# Nomada grandior
Nomada grandior là một loài Hymenoptera trong họ Apidae. Loài này được Friese mô tả khoa học năm 1921.